# 澄江镇 (都安县)
澄江乡，是中华人民共和国广西壮族自治区河池市都安瑶族自治县下辖的一个乡镇级行政单位。

## 行政区划
澄江乡下辖以下地区：
八仙社区、红渡村、兰堂村、桑里村、合建村、六里村、六柱村、百地村、甘湾村、万茂村、旁禾村、自成村、德雅村和双加村。